# Église Saint-Esprit-de-Rosemont
L'église Saint-Esprit-de-Rosemont, auparavant appelée Sainte-Philomène de Rosemont, est une église catholique de Montréal située dans l'arrondissement de Rosemont–La Petite-Patrie. Principalement érigée entre 1931 et 1933, elle est une des rares églises présentant une architecture Art déco. Elle fut dessinée par l'architecte Joseph-Égilde-Césaire Daoust.

## Situation
Elle est située au 2851 rue Masson, au coin de la 6e Avenue, au cœur du quartier de Rosemont.

## Historique
Le développement des usines d'Angus en 1902 amènera une expansion rapide du quartier qui demandera la création de la paroisse Sainte-Philomène en 1905. Une chapelle fut construite en 1907. Le presbytère actuel fut construit en 1914. La chapelle est rapidement devenue insuffisante pour desservir la population locale, qui augmentait rapidement. 
Le soubassement de l'église actuelle fut construit en 1922-23 et sa construction fut effectuée durant les années 1931 à 1933. L'installation des orgues fut effectuée par la Maison Casavant.
Le clocher de style néogothique fut retiré en 1949 à cause des explosions des mines avoisinantes qui l'ont rendu instable.
En 1964, la paroisse Sainte-Philomène change de nom pour Saint-Esprit.
Un des lampadaires de style Art déco situés sur le parvis de l'Église fut volé lors de la crise du verglas de 1998. En 2012, un second lampadaire fut retiré, car celui-ci était trop endommagé par la rouille.

## Caractéristiques

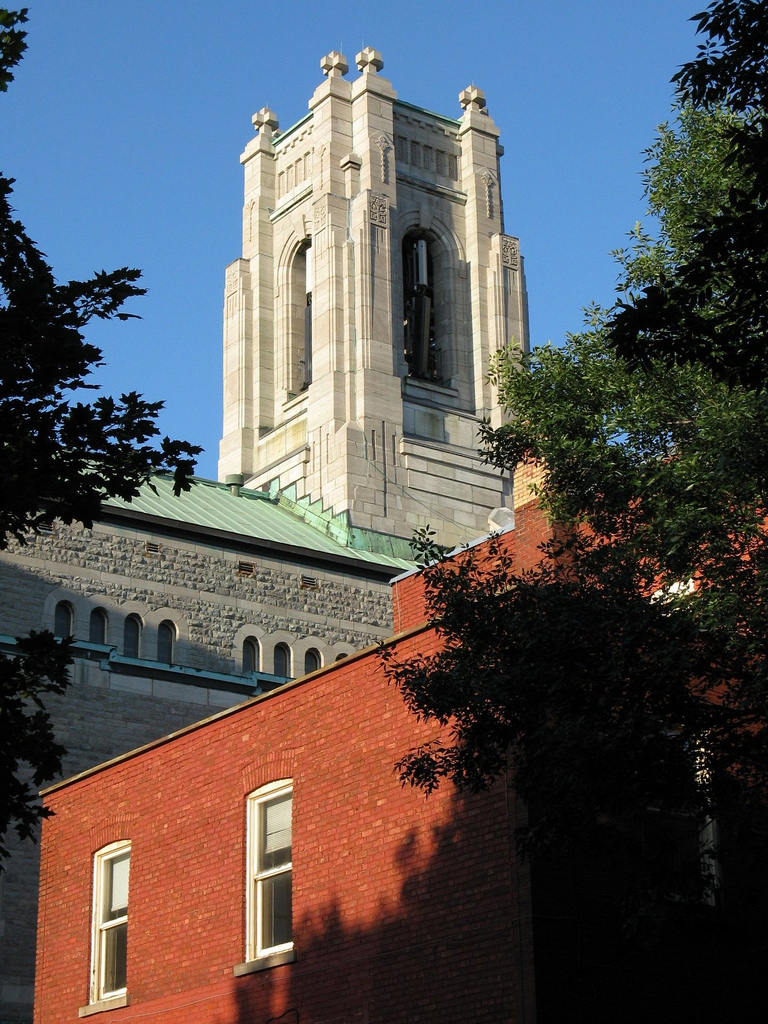
Clocher et presbytère

L'église comporte un orgue Casavant de style "romantique" datant de 1932 qui est graduellement restauré depuis 2010.
Elle fut bâtie avec de la pierre grise provenant des carrières avoisinantes. 
L'intérieur de l'église fut conçu par Carli et Petrucci. Les vitraux sont l'œuvre de l'artiste Guido Nincheri.